# Antoine Duhamel

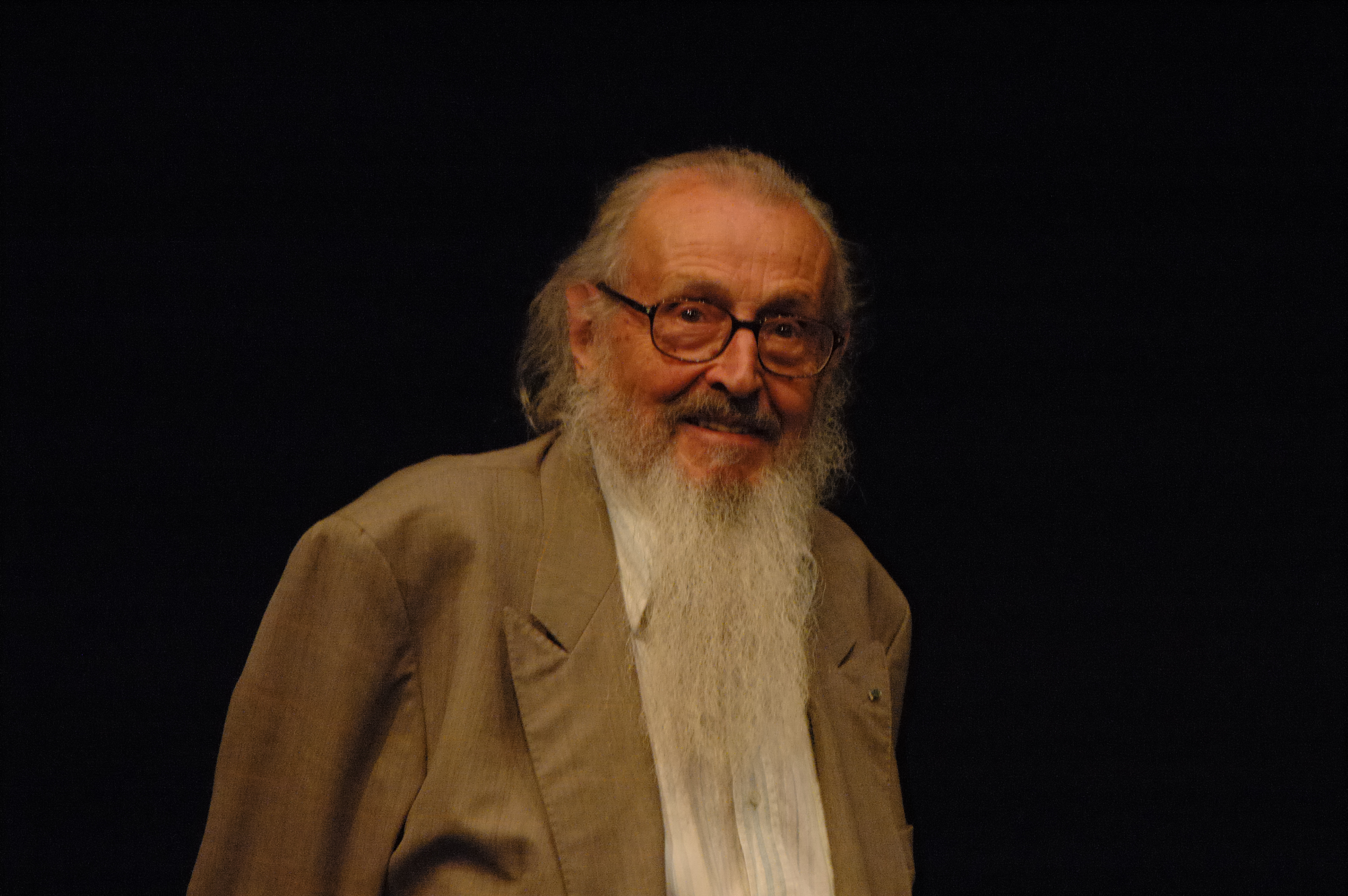
Antoine Duhamel, 2008

Antoine Duhamel (* 30. Juli 1925 in Valmondois; † 11. September 2014 ebenda) war ein französischer Komponist. Er komponierte besonders Filmmusik für die Nouvelle Vague.

## Leben und Karriere
Antoine Duhamel, 1925 als Sohn des Schriftstellers Georges Duhamel und der Schauspielerin Blanche Albane in Valmondois geboren, studierte nach dem Zweiten Weltkrieg an der Sorbonne Psychologie und Musikwissenschaft und daneben am Pariser Konservatorium Musik bei Olivier Messiaen und René Leibowitz. In der Cinémathèque française entdeckte er im Herbst 1944 seine Liebe zum deutschen Film der Zeit vor dem Nationalsozialismus.
Ab 1947 war er Mitarbeiter des Club d’Essai; in dieser Zeit entstanden auch erste eigene Kompositionen. Er wurde 1954 von André Charlin und Henri Screpel an ihr Tonstudio engagiert, wo er als künstlerischer Leiter Aufnahmen mit Yves Nat, Lily Kraus, Marcelle Meyer und anderen betreute. Im Jahr 1957 nahm er mit Gérard Philipe Mozart raconté aux enfants auf, einen Text, den er mit seinem Vater verfasst hatte.
Ab 1957 entstanden erste Filmmusiken für Albert Champeaux, Philippe Condroyer, Jean-Daniel Pollet, Pierre-André Boutang und Alexandre Astruc. Jean-Luc Godard wandte sich an ihn und forderte für seinen Film Elf Uhr nachts eine Musik im Stil von Robert Schumann. Duhamel arbeitete auch mit Éric Rohmer, Jacques Rivette, Barbet Schroeder, Bertrand Tavernier, Roland de Candé, Claude Barma, Maurice Ronet, Joris Ivens und anderen Regisseuren zusammen.
Duhamels erste Oper Le Rital, ou Lundi, Monsieur, vous serez riche wurde 1968 nach einem Stück von Remo Forlani am Théâtre de la Renaissance in Paris uraufgeführt. Im selben Jahr arbeitete er auch erstmals mit François Truffaut zusammen: Neben Geraubte Küsse komponiert Duhamel auch für die Truffaut-Filme Das Geheimnis der falschen Braut, Das wilde Kind und Tisch und Bett. Neben weiteren Opern und Filmmusiken entstanden in den Folgejahren kammermusikalische Werke und das Ballett On n’est pas sérieux quand on a 17 ans in der Choreographie von Jean Babilée (1972). Für die Komposition Animus-Anima erhielt er 1978 den Prix Georges Enesco.
Im Jahr 1980 gründete Duhamel die École de Musique de Villeurbanne und ließ sich für sechs Jahre in der Region Rhône-Alpes nieder. In dieser Zeit entstand unter anderem die Suite symphonique pour Intolérance für den Stummfilm Intoleranz von David Wark Griffith. Nach seiner Rückkehr nach Paris wurde er Mitglied im Vorstand der SACEM. Im Jahr 1990 entstand die monumentale Villeurbanne-Symphonie für 550 Musiker.
Pierre Lenert und das Orchestre Léon Barzin spielten 1996 unter Leitung von Jean-Jacques Werner die Uraufführung seines Lamento-Mémoire für Viola und Kammerorchester. Duhamel gab 1997 den Briefwechsel seiner Eltern aus der Zeit des Ersten Weltkrieges (Correspondance de guerre) heraus. Außerdem entstanden Musiken zu Fernsehproduktionen wie Contre-temps von Jean-Daniel Pollet, El Mono Loco von Fernando Trueba, Mon dernier rève sera pour vous von Robert Mazoyer, Les ritals von Marcel Bluwal und Vous aimez la musique, Antoine von Jean-Pierre Sougy.
Neben Balletten, kammermusikalischen und sinfonischen Werken komponierte Duhamel zehn Opern und fast einhundert Filmmusiken. Bei der Berlinale 2002 gewann er 2002 den Silbernen Bären für die beste Filmmusik.

## Werke
- Humoresque für Orchester
- Le Scieur de long, Oper (Libretto: Claude Ciccione und Charles Baudelaire), 1951/52, 1983/84
- Concerto für Klavier und Orchester, 1957/58
- Diametres, Konzert für Orgel, Streicher und Klavier
- Symphonie Saint-Fargeaux
- Antoine Douanel, sinfonische Suite
- Pierrot le Fou, vier Stücke für Orchester, 1965/66
- Lundi Monsieur, vous serez riche, Oper (Libretto: Remo Forlani), 1968
- L’Opéra des oiseaux Fête musicale (Libretto: Antoine Duhamel, Serge Ouaknine und Kostas Ferris nach Aristophanes), 1971
- Animus-Anima für großes Orchester, 1973
- Territoires für Streichorchester, 1974
- Ubu à l’opéra, Oper (Libretto: Georges Wilson nach Alfred Jarry), 1974
- Gambara, Oper (Libretto: Robert Pansard Besson und Geneviève Dufour nach Honoré de Balzac), 1977/78
- Le Tombeau du Philippe d’Orleans für Streichorchester, 1978
- Symphonie Death Watch, 1979
- Les Travaux d’Hercule, Kinderoper (eigenes Libretto), 1981
- Le Transsibérien, Opéra ferroviaire (Libretto: Blaise Cendrars), 1983
- L’Hommage du Large. Essay Symphonique für den Stummfilm von Marcel L’Herbier, 1983
- Serenade à la Quinte für Violine, Cello und Orchester, 1984
- Suite symphonique pour Intolérance (mit Pierre Jansen), 1985
- Week-End, Suite für Orchester, 1985
- Quatrevingt-treize, Oper (Libretto: Gil Ben Aych nach Victor Hugo), 1989
- Ballade au Vibraphone für Vibraphon und Kammerensemble, 1991
- Les Aventures de Sinbad le marin, Oper (mit Fawzi Al Aiedy, Libretto: Michel Beretti), 1991
- Valse d’Hiver für Orchester, 1994
- Carmenmania, Ballett, 1994
- Lamento-Mémoire: Récitation concertante für Viola und Kammerorchester, 1996

## Filmmusik (Auswahl)
- 1964: Tim und Struppi und die blauen Orangen (Tintin et les oranges bleues)
- 1964: Schräger Charme und tolle Chancen (La chance)
- 1964: Die Unmoralischen (Le grain de sable)
- 1965: Le voleur du Tibidabo
- 1965: Elf Uhr nachts (Pierrot le fou)
- 1965: Belphégor oder das Geheimnis des Louvre (Belphégor, Fernsehvierteiler)
- 1966: Nur eine Frau an Bord (The Sailor from Gibraltar)
- 1966: Schornstein Nr. 4 (La voleuse)
- 1966: Mademoiselle
- 1967: Hetzjagd (Un homme à abattre)
- 1967: Die 7 Masken des Judoka (Casse-tête chinois pour le judoka)
- 1967: Weekend
- 1968: Le Franciscain de Bourges
- 1968: Geraubte Küsse (Baisers volés)
- 1969: Das Geheimnis der falschen Braut (La sirène du Mississippi)
- 1969: Ein Sommer in Frankreich (La promesse)
- 1969: D’Artagnan (TV-Mehrteiler)
- 1970: Tisch und Bett (Domicile conjugale)
- 1970: Ein Bulle sieht rot (Un condé)
- 1973: Dakota
- 1974: Der Haarschnitt (La coupe à dix Francs)
- 1974: Wenn das Fest beginnt … (Que la fête commence …) – Arrangements
- 1975: Der Akrobat (L’acrobate)
- 1977: Die Barrikade von Point du Jour (La barricade du Point du Jour)
- 1978: Glaskäfige (Mais ou et donc Ornicar?)
- 1978: Roland (Le chanson de Roland)
- 1979: Death Watch – Der gekaufte Tod (La mort en direct)
- 1979: Rückkehr zur Geliebten (Le retour à la bien-aimée)
- 1979: Wer die Zügel hält; auch: Der französische Coup (Le mors aux dents)
- 1989: El sueño del mono loco
- 1990: Daddy Nostalgie
- 1993: Belle Epoque
- 1994: Dieu sait quoi – Gott weiß was (Dieu sait quoi)
- 1996: Malena (Malena es une nombre de Tango)
- 1996: Ridicule – Von der Lächerlichkeit des Scheins (Ridicule)
- 1998: Das Mädchen deiner Träume (La niña de tus ojos)
- 2001: Die von gegenüber (Ceux d’en face)
- 2002: Laissez-sasser
- 2003: Seit Otar fort ist … (Depuis qu’ Otar est parti)
- 2006: Monsieur Max

## Auszeichnungen (Auswahl)
- 1976: César-Nominierung, Beste Filmmusik, für Wenn das Fest beginnt …
- 1979: César-Nominierung, Beste Filmmusik, für Roland
- 1981: César-Nominierung, Beste Filmmusik, für Death Watch – Der gekaufte Tod
- 1990: Goya-Nominierung, Beste Filmmusik, für El sueño del mono loco
- 1993: Goya-Nominierung, Beste Filmmusik, für Belle Epoque
- 1997: César-Nominierung, Beste Filmmusik, für Ridicule – Von der Lächerlichkeit des Scheins
- 1999: Goya-Nominierung, Beste Filmmusik, für Das Mädchen deiner Träume
- 2002: Silberner Bär für die Beste Filmmusik, Berlinale, für Laissez-passer
- 2003: César-Nominierung, Beste Filmmusik, für Laissez-passer
- 2003: Étoile d’Or, Beste Filmmusik, für Laissez-passer